# Альтавілла-Ірпіна
Альтавілла-Ірпіна (італ. Altavilla Irpina) — муніципалітет в Італії, у регіоні Кампанія,  провінція Авелліно.
Альтавілла-Ірпіна розташована на відстані близько 220 км на південний схід від Рима, 50 км на північний схід від Неаполя, 11 км на північ від Авелліно.
Населення — 4265 осіб (2014).
Щорічний фестиваль відбувається 20 травня. Покровитель — святий мученик Пеллегрин Римський.

## Демографія
Населення за роками:

Станом на 1 січня 2023 року в муніципалітеті офіційно проживало 96 іноземців з 17 країн, серед них 57 громадян країн Євросоюзу та 10 громадян України.

## Сусідні муніципалітети
- Арпаїзе
- Чеппалоні
- К'янке
- Гроттолелла
- Петруро-Ірпіно
- П'єтрасторніна
- Прата-ді-Принчипато-Ультра
- Сант'Анджело-а-Скала
- Туфо